# Гудбрансон, Эрик
Э́рик До́нальд Стэ́нли Гудбра́нсон (англ. Erik Donald Stanley Gudbranson; 7 января 1992, Оттава, Онтарио, Канада) — канадский хоккеист, защитник клуба НХЛ «Коламбус Блю Джекетс».

## Клубная карьера

### Юниорская карьера
Гудбрансон выступал за команды «Глостер Рейнджерс АА» в ODHA, а затем за «Ottawa Jr. 67's» в OEMHL. После чего был выбран на драфте хоккейной лиги Онтарио 2008 года командой «Кингстон Фронтенакс» в первом раунде под общим четвёртым номером.
В первом сезоне за «Фронтенакс» провёл 63 матча, в которых набрал 22 (3+19) очка, однако клуб не смог попасть в плей-офф. 1 октября 2008 года Гудбрансон набрал первые очки в ОХЛ, отдав две результативные передачи в матче против «Бельвиль Буллз». 23 января 2009 года забил первый гол в ОХЛ вратарю «Эри Оттерз» Ярославу Янусу. В сезоне 2009/10 Гудбрансон пропустил 27 игр из-за мононуклеоза, после чего провёл 41 игру с 23 (2+21) набранными очками. В плей-офф набрал 3 (1+2) очка, однако «Кингстон» уступил «Брамптон Батталион» в семи играх. По окончании сезона Гудбрансон был награждён Бобби Смит Трофи, призом, ежегодно вручаемому игроку Хоккейной лиги Онтарио, который лучшим образом совмещает высокие показатели на льду и в учёбе. В сезоне 2010/11 Эрик значительно улучшил свои показатели и набрал 34 (12+22) очка в 44 встречах регулярного сезона, однако «Фронтенакс» вновь не смогли пройти дальше первого раунда, уступив «Ошаве Дженералз» в пяти матчах.

### Профессиональная карьера

#### Флорида Пантерз

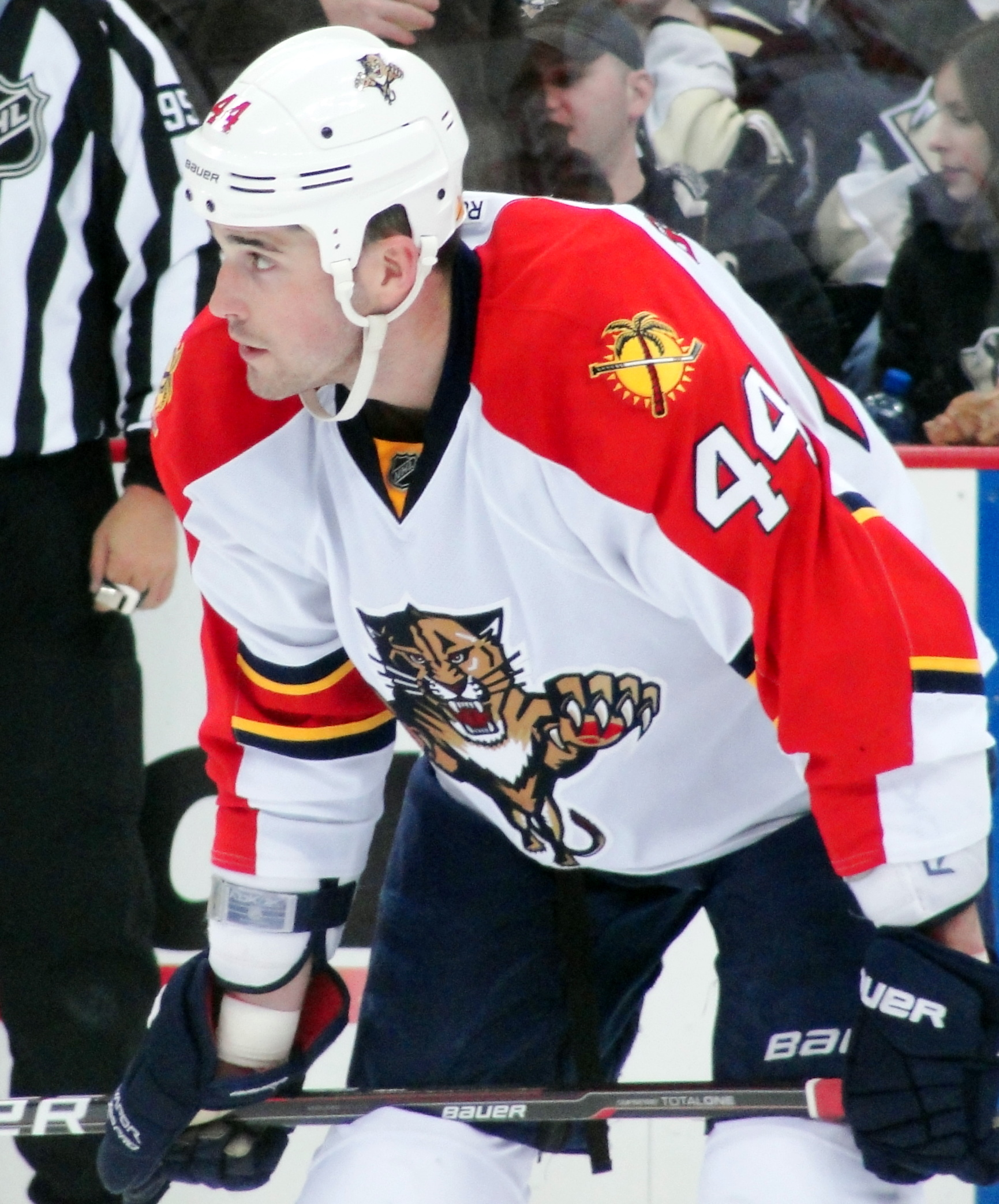
Эрик Гудбрансон в составе «Флориды Пантерз» в 2012 году

На драфте НХЛ 2010 года был выбран под общим третьим номером командой «Флорида Пантерз». 8 октября 2011 года канадец дебютировал в НХЛ в матче против «Нью-Йорк Айлендерс», проведя на площадке 20 смен общей продолжительностью чуть менее 11 минут и не набрав очков. 1 декабря защитник набрал первое очко в НХЛ, отдав результативную передачу в матче против «Лос-Анджелес Кингз», а десятью днями позже забил первый гол в ворота Хенрика Лундквиста. Старания Гудбрансона, набравшего в своём первом сезоне 8 (2+6) очков в 72-х встречах позволили «Флориде» выйти в плей-офф впервые с сезона 1999/2000. В плей-офф канадец не смог набрать очков, а «Пантерз» уступили «Нью-Джерси Девилз» в семи матчах.
В 48-матчевом сезоне 2012/13, сокращённом из-за локаута, Гудбрансон провёл 32 матча с «Флоридой», набрав четыре передачи, но клубу не удалось выйти в плей-офф. Помимо этого Эрик стал худшим в команде по коэффициенту полезности, наряду с Брайаном Кэмпбеллом, набрав «-22». В сезоне 2013/14 Гудбрансон провёл 65 матчей, забив три гола и отдав шесть передач. Его партнёром по защите на протяжении большей части сезона был капитан «пантер» Эд Жовановски, хотя Гудбрансон также некоторое время отыграл в паре с Диланом Олсеном. В сезоне 2014/15 Гудбрансон установил лучший результат в своей карьере, набра 13 (4+9) очков за 76 игр, забив четыре гола и набрав 13 очков, однако «Флорида» не смогла выйти в плей-офф третий сезон подряд. В сезоне 2015/16 клуб из Санрайза смог попасть в плей-офф, однако в шести матчах уступил «Нью-Йорк Айлендерс», которые выиграли первую серию плей-офф с 1993 года.

#### Ванкувер Кэнакс
25 мая 2016 года «Пантерз» обменяли Эрика Гудбрансона в «Ванкувер Кэнакс» вместе с пятым раундом драфта 2016 на пики второго и четвёртого раундов драфта 2016, а также нападающего Джареда Макканна. 15 октября защитник провёл первую встречу в составе «косаток», а через 3 дня набрал первое очко в составе новой команды, отдав передачу на Бо Хорвата в матче против «Сент-Луиз Блюз». 8 декабря Гудбрансон забил первый гол в составе канадской команды вратарю «Тампы-Бэй Лайтнинг» Бену Бишопу.
В выездном матче против «Торонто Мэйпл Лифс» 5 ноября 2016 года новичок Трой Стечер получил удар от силового нападающего «Мэйпл Лифс» Мэтта Мартина в третьем периоде, что вызвало потасовку. После игры Гудбрансон крикнул по пути в раздевалку: «Мэтт Мартин мертв. Теперь все это слышат. Черт возьми, мертв». Позже он извинился.
19 декабря Эрик перенёс операцию на запястье и выбыл до конца сезона. В сезоне 2016/17 он провёл 30 встреч и набрал 6 (1+5) очков
15 июня 2017 года Гудбрансон подписал с «Кэнакс» продление на один год на сумму $ 3,5 млн. 19 октября Гудбрансон заработал удаление до конца игры за толчок на борт форварда «Бостон Брюинз» Фрэнка Ватрано, после чего следующим днём его дисквалифицировали за удар на одну игру. В сезоне 2017/18 провёл 52 встречи и набрал 5 (2+3) очков. По ходу сезона, а именно 20 февраля 2018 года, Гудбрансон подписал с «Ванкувером» продление контракта на 3 года и общую сумму $ 12 млн.

#### Питтсбург Пингвинз
25 февраля 2019 года Гудбрансон был обменян в «Питтсбург Пингвинз» на нападающего Таннера Пирсона. 2 марта набрал первое очко в составе новой команды, отдав результативную передачу, а 12 апреля набрал первое очко в своей карьере в плей-офф, забив гол с передачи Евгения Малкина в ворота Робина Ленёра из «Нью-Йорк Айлендерс». Однако «пингвины» не смогли ни разу победить за четыре матча и проиграли серию «всухую». В сезоне 2019/20 провёл лишь семь матчей за «Питтсбург», после чего был обменян в «Анахайм Дакс» на Андреаса Мартинсена и пик в седьмом раунде 2021 года.

#### Анахайм Дакс
Гудбрансон набрал в 44 играх с «Анахаймом» 9 (4+5) очков до того, как сезон был приостановлен из-за пандемии COVID-19. После окончания сезона, а именно 8 октября 2020 года, «Дакс» обменяли канадца в «Оттаву Сенаторз» на выбор в пятом раунде драфта 2021.

#### Оттава Сенаторз
Перед сезоном «Сенаторз» назначили его ассистентом капитана вместе с Томасом Шабо и Брэди Ткачуком. За «Оттаву» провёл 36 матчей и набрал 3 (1+2) очка.

#### Нэшвилл Предаторз
12 апреля 2021 года, в последний день дедлайна, Гудбрансон был обменян в «Нэшвилл Предаторз» на защитника Брэндона Фортунато и выбор в седьмом раунде драфта 2023. 26 апреля набрал первое очко в составе «хищников», отдав результативную передачу. 22 июля 2021 года генеральный менеджер «Предаторз» Дэвид Пойл объявил о том, что нападающий Брэд Ричардсон и защитник Эрик Гудбрансон покинут команду в межсезонье.

#### Калгари Флэймз
10 сентября 2021 года подписал однолетний контракт с «Калгари Флэймз» на общую сумму $ 1,95 млн.

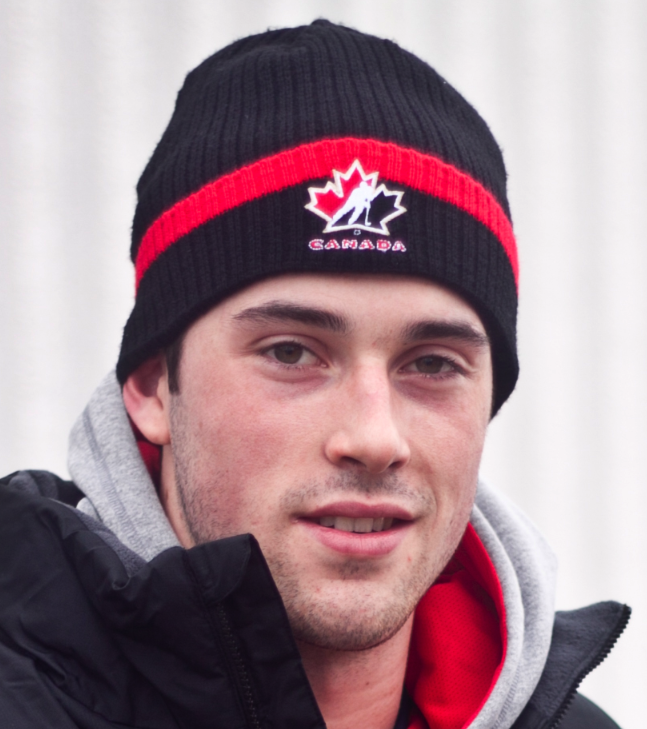
Эрик Гудбрансон в 2012 году

#### Коламбус Блю Джекетс
13 июля 2022 года в качестве свободного агента перешёл в «Коламбус Блю Джекетс», подписав с командой четырёхлетний контракт.

## Международная карьера
Гудбрансон был приглашён принять участие в отборочном лагере юношеской сборной Канады 2011 года. В конце концов он был включён в состав. Он помог Канаде выиграть серебряную медаль на чемпионате мира среди юниоров в 2011 году.
В 2014 выступал в составе сборной Канады на ЧМ в Беларуси. За 8 матчей забросил 1 шайбу, но сборная Канады смогла занять лишь 5-е место на турнире.

## Личная жизнь
Младший брат Гудбрансона, Алекс, как и Эрик был выбран командой «Кингстон Фронтенакс» в первом раунде драфта ОХЛ, только уже 2010 года. В последнее время он выступал за «Ньюфаундленд Гроулерс» из ECHL, а в настоящее время свободный агент. Младший брат Гудбрансона, Деннис, выжил после лейкемии. Гудбрэнсон является спонсором Канадской службы крови и способствует донорству стволовых клеток.

## Статистика

### Клубная статистика
| 2008/09     | Кингстон Фронтенакс  | ОХЛ         | 63  | 3  | 19 | 22  | 69  | —  | — | — | — | —  |
| 2009/10     | Кингстон Фронтенакс  | ОХЛ         | 41  | 2  | 21 | 23  | 68  | 7  | 1 | 2 | 3 | 6  |
| 2010/11     | Кингстон Фронтенакс  | ОХЛ         | 44  | 12 | 22 | 34  | 105 | 5  | 1 | 3 | 4 | 10 |
| 2011/12     | Флорида Пантерз      | НХЛ         | 72  | 2  | 6  | 8   | 78  | 7  | 0 | 0 | 0 | 8  |
| 2012/13     | Флорида Пантерз      | НХЛ         | 32  | 0  | 4  | 4   | 47  | —  | — | — | — | —  |
| 2012/13     | Сан-Антонио Рэмпейдж | АХЛ         | 2   | 0  | 0  | 0   | 2   | —  | — | — | — | —  |
| 2013/14     | Флорида Пантерз      | НХЛ         | 65  | 3  | 6  | 9   | 114 | —  | — | — | — | —  |
| 2014/15     | Флорида Пантерз      | НХЛ         | 76  | 4  | 9  | 13  | 58  | —  | — | — | — | —  |
| 2015/16     | Флорида Пантерз      | НХЛ         | 64  | 2  | 7  | 9   | 49  | 6  | 0 | 0 | 0 | 2  |
| 2016/17     | Ванкувер Кэнакс      | НХЛ         | 30  | 1  | 5  | 6   | 18  | —  | — | — | — | —  |
| 2017/18     | Ванкувер Кэнакс      | НХЛ         | 52  | 2  | 3  | 5   | 35  | —  | — | — | — | —  |
| 2018/19     | Ванкувер Кэнакс      | НХЛ         | 57  | 2  | 6  | 8   | 83  | —  | — | — | — | —  |
| 2018/19     | Питтсбург Пингвинз   | НХЛ         | 19  | 0  | 2  | 2   | 4   | 4  | 1 | 0 | 1 | 2  |
| 2019/20     | Питтсбург Пингвинз   | НХЛ         | 7   | 0  | 0  | 0   | 4   | —  | — | — | — | —  |
| 2019/20     | Анахайм Дакс         | НХЛ         | 44  | 4  | 5  | 9   | 91  | —  | — | — | — | —  |
| 2020/21     | Оттава Сенаторз      | НХЛ         | 36  | 1  | 2  | 3   | 47  | —  | — | — | — | —  |
| 2020/21     | Нэшвилл Предаторз    | НХЛ         | 9   | 0  | 1  | 1   | 12  | 2  | 0 | 0 | 0 | 0  |
| 2021/22     | Калгари Флэймз       | НХЛ         | 78  | 6  | 11 | 17  | 68  | 12 | 0 | 1 | 1 | 0  |
| 2022–23     | Коламбус Блю Джекетс | НХЛ         | 70  | 1  | 12 | 13  | 57  | —  | — | — | — | —  |
| 2023–24     | Коламбус Блю Джекетс | НХЛ         | 78  | 6  | 20 | 26  | 74  | —  | — | — | — | —  |
| Всего в НХЛ | Всего в НХЛ          | Всего в НХЛ | 789 | 34 | 99 | 133 | 839 | 31 | 1 | 1 | 2 | 12 |

### Международная статистика
| Год                                    | Сборная                                | Турнир                                 | Место                                  |    | И | Г | П  | О | Ш |
| -------------------------------------- | -------------------------------------- | -------------------------------------- | -------------------------------------- | -- | - | - | -- | - | - |
| 2009                                   | Канада (Онтарио)                       | МКВ                                    | 1                                      | 6  | 2 | 2 | 4  | 0 |   |
| 2009                                   | Канада                                 | ЮЧМ                                    | 4-е                                    | 6  | 1 | 3 | 4  | 0 |   |
| 2010                                   | Канада                                 | ЮЧМ                                    | 7-е                                    | 6  | 0 | 1 | 1  | 4 |   |
| 2011                                   | Канада                                 | МЧМ                                    | 2                                      | 7  | 3 | 2 | 5  | 4 |   |
| 2014                                   | Канада                                 | ЧМ                                     | 5-е                                    | 8  | 1 | 0 | 1  | 6 |   |
| Всего на юниорском и молодёжном уровне | Всего на юниорском и молодёжном уровне | Всего на юниорском и молодёжном уровне | Всего на юниорском и молодёжном уровне | 25 | 6 | 8 | 14 | 8 |   |
| Всего на взрослом уровне               | Всего на взрослом уровне               | Всего на взрослом уровне               | Всего на взрослом уровне               | 8  | 1 | 0 | 1  | 6 |   |